# Braunkohlenbergwerk Malliß (Oberflöz)
Die Braunkohlenlagerstätte Malliß ist zweifellos das größte Vorkommen dieser Art im Bundesland Mecklenburg-Vorpommern. Durch Bohrungen und Auffahrungen wurden drei Flöze nachgewiesen, davon zwei bauwürdige: das Ober- und das Unterflöz. Da die bergbaulichen Gewinnungsarbeiten fast eineinhalb Jahrhunderte andauerten und es eine große Anzahl von Betreibern unterschiedlichster Eigentumsformen gab, soll aus Gründen der Übersichtlichkeit im Folgenden die Geschichte dieses Bergbaus zweigeteilt werden, auf ebendiese beiden Kohlenflöze, beginnend mit dem Oberflöz.

## Die geologischen Lagerstättenverhältnisse
Die Braunkohlenlagerstätte Malliß befindet sich an der Südwestflanke des pfropfenartig aus der in rund 3000 m Tiefe liegenden Zechsteinformation auf Schwächezonen des Hangenden aufgestiegenen Salzstockes von Conow.
Der Durchbruch des Salzstockes geschah vor ca. 100 Mill. Jahren im Alb (Stufe der Unteren Kreideformation). Der weitere Aufstieg des Salzes erfolgte im Tertiär (vor ca. 55 Mill. Jahren) und seine Hauptentwicklungsphase wird ins Oligozän (Stufe des Älteren Tertiärs, vor ca. 25 Mill. Jahren) und Neogen (obere Abteilung des Tertiärs, vor ca. 5 Mill. Jahren) datiert. Mit dem Aufstieg des Salzstockes wurden auch die diesen überlagernden tertiären Schichten aufgeschleppt. So finden wir von Nordost nach Südwest gesehen bei Karenz paleozäne, dann bei Malliß mittel- und oberoligozäne und eben auch das braunkohlenführende Miozän mit drei Kohleflözen, welche mit 4 – 10 Grad nach Südwesten einfallen.
Das Unterflöz ist mit 1,1 – 3,6 m (im Durchschnitt 2,5 m) Mächtigkeit gegenüber dem Oberflöz mit 0,8 – 2,8 m (im Durchschnitt 1,5 m) das mächtigere und auch das bessere. Das dritte dieser Kohlenflöze hat mit Mächtigkeiten im Dezimeterbereich keine Bauwürdigkeit, tritt auch nur stellenweise auf und ist durch die Tektonik ausgewalzt worden. Überlagert wird das Oberflöz durch 5 – 10 m mächtige sandige Tone resp. tonig bis lehmige Sande. Darüber finden sich 2 – 8 m mächtige schwarze Letten. Obenauf folgen Sande, teils geröllführend. An der Tagesoberfläche findet man boreale bzw. präboreale Dünensande, überlagert von Waldboden.
Die dunkelbraunfarbige Braunkohle des Oberflözes ist eine sog. Weichbraunkohle mit grusiger bis krümeliger Struktur und einem hohen Anteil an beigemengten Schluff und Feinsanden. Das Oberflöz führte auch Xylit (griech. xylon: Holz, nicht ganz inkohltes Holz oder Pflanzenmaterial, bei dem zum Teil noch sehr deutliche Holzstrukturen zu erkennen waren). Das Oberflöz wurde in seinem nordwestlichen Teil während der Eiszeit durch Auswaschungen und Sandeinlagerungen erheblich verändert. Nach Süden hin nimmt die Flözmächtigkeit stark ab, sodass hier natürliche Abbaugrenzen erreicht wurden.

## Die hydrogeologischen Lagerstättenverhältnisse
Die pleistozänen Lockersedimente über dem Oberflöz sind stark wasserführend. Der Grundwasserspiegel liegt nur wenige Meter unter Flur. Als Grundwasserstauer fungieren Geschiebemergel und Glimmertone. Die wasserführenden Sande, eingelagert zwischen abdeckenden bindigen Schichtengliedern, stehen mit zunehmender Teufe unter hohem hydrostatischem Druck und erschwerten wesentlich die bergmännischen Schachtabteuf- und Gewinnungsarbeiten. So musste u. a. auch ein erster Abteufschacht am Elde-Ufer bei Bockup noch vor Erreichen des in 26 m Teufe erbohrten Braunkohlenflözes infolge der zusitzenden gespannten Wässer bei Teufe 18 m trotz Roßkunst aufgegeben werden. Beim Abbau des Oberflözes waren Filterbohrungen und sog. Stummelstrecken zur Entspannung dieser Wässer unerlässlich. Dennoch unterbrachen größere Wassereinbrüche den Gewinnungsbetrieb für Monate; so z. B. in den Jahren 1865–1866.

## Suche und Erkundung der Lagerstätte
Mecklenburg war bis zum 16. Jahrhundert gekennzeichnet als vorwiegendes Agrarland.
Die hier regierenden Herzöge – angetan durch die beginnende Industrialisierung in den Nachbarstaaten – waren bestrebt, auch dieser Entwicklung zu folgen. So begann u. a. hierzulande auch eine gezielte Suche nach Bodenschätzen.
1577 wurde am Wanzeberg bei Malliß ein Alaunvorkommen entdeckt und eine Alaunsiederei errichtet, welche im Dreißigjährigen Krieg mehrfach zerstört und 1709 endgültig stillgelegt wurde.
Beim Aufschluss dieses Alaunvorkommens fand man auch schwarze bituminöse Letten, was zu Vermutungen auf das Vorhandensein von Kohle im Untergrund führte.
Herzog Friedrich Franz I. lässt sich von der Kammer in einer Auflistung unter dem Titel Unterthänigstes Pro Memorial vom 8. Mai 1790 alle früheren bergbaulichen Unternehmungen im Amt Eldena vorlegen. Darin sind „alle aufzufinden gewesenen Acta von der ehemaligen Saline zu Conow auch von einem Allaun-Werke und einer Kalk-Grube im Amte Eldena“ verzeichnet.
Er beauftragte persönlich einen gewissen Carl Zintgraff, den Wanzeberg durch Schürfungen auf Bodenschätze genauer zu untersuchen. Dieser legte drei Schürfstollen an. Seine Untersuchungsergebnisse teilte er dem Landesfürsten in zwei Berichten mit:

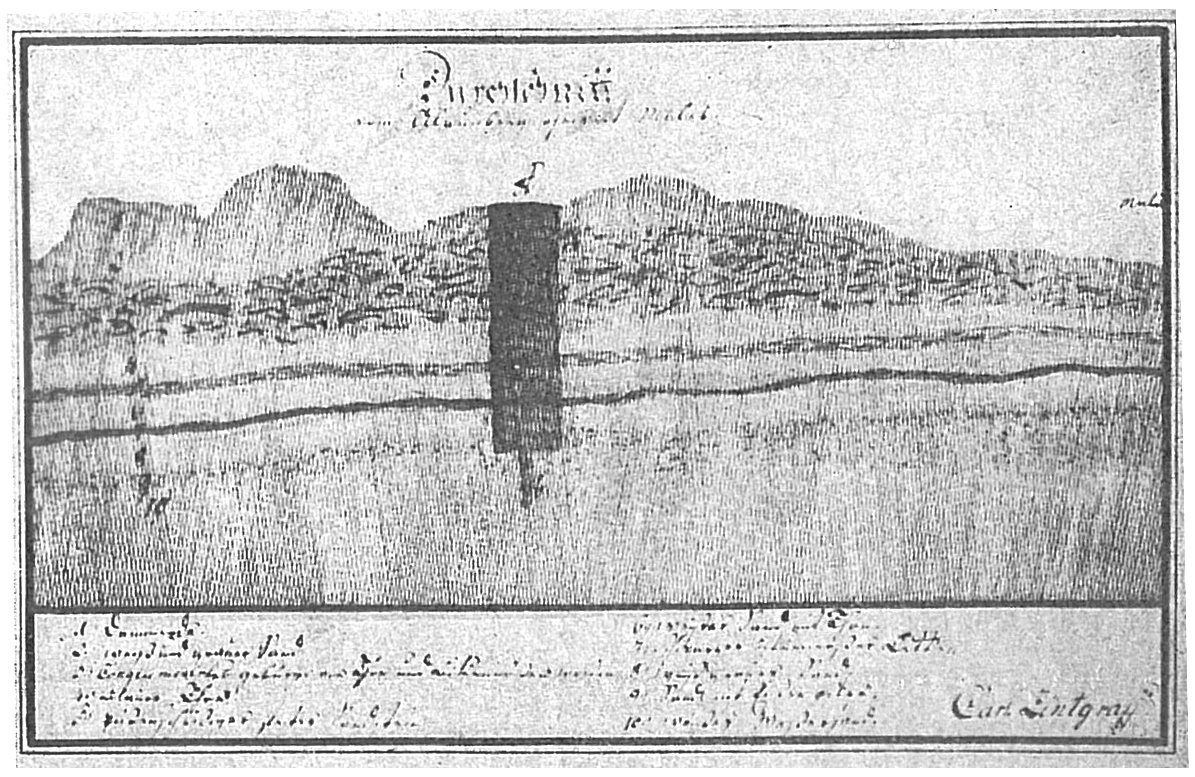
„Durchschnitt vom Alaunberg ohnweit Males“

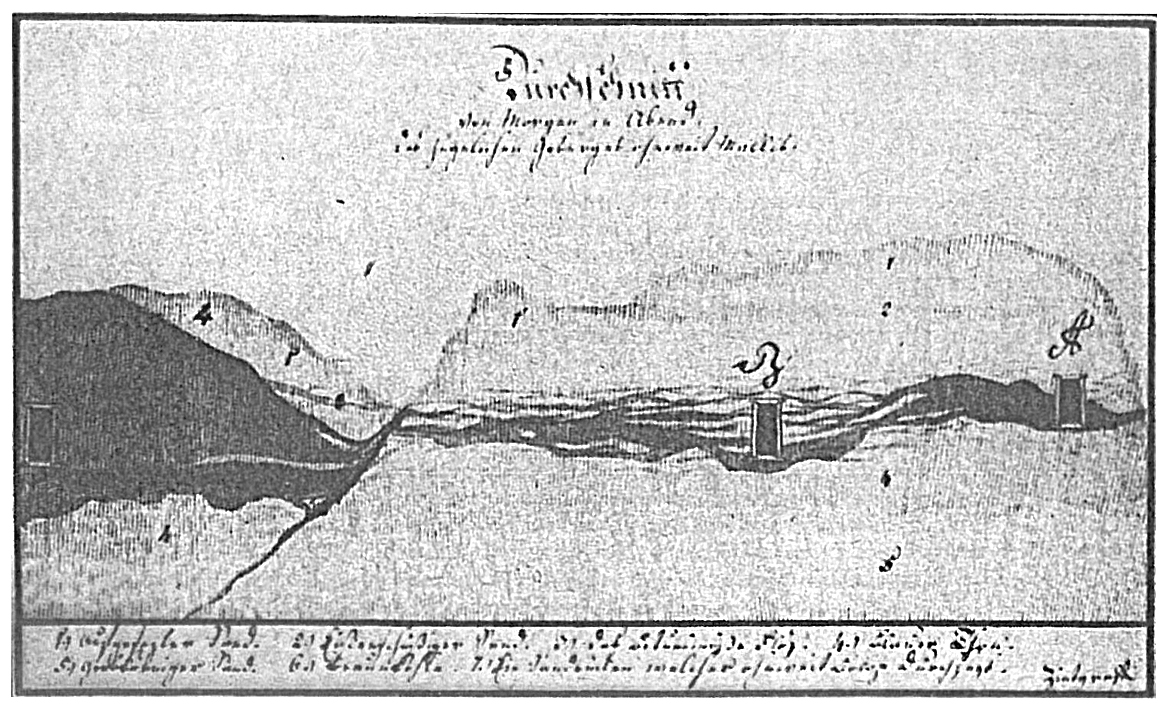
„Durchschnitt von Morgen in Abend des hügeligen Gebürges ohnweit Mallis“

Im Bericht vom 13. August 1790 heißt es, dass er gegen Osten am Fuße des Berges einen alaunhaltigen Mergelton fand. Seinen Hauptschürfschacht setzte er an die mittlere Berghöhe in der Hoffnung, das Braunkohlenflöz zu erreichen. Doch er erschürfte zunächst „conklumerirten Thon mit nesterweiß bituminößen alaunhaltigen Mergelthon“ in einer Teufe von einem Lachter. Danach fand er abwechselnd Sand und „eisenschüssigen Sandstein“ bis in eine Teufe von zwei Lachter. Und nach weiteren ½ Lachter stieß er auf wasserführenden Sand, der zum Aufgeben des Weiterteufens zwang.
Die beiden Abbildungen rechts zeigen die bisher ältesten überlieferten geologischen Schnitte von Erkundungsarbeiten in Mecklenburg (nach H.Rössler, 2007).
Im Bericht vom 28. Januar 1791 wird u. a. ausgeführt, dass im Schürfstollen B (siehe rechte Abbildung) eine bituminöse Schicht fand, welche in einer Länge von 15 Lachtern verfolgt wurde, die sich aber letztlich „ganz verdrückte“ und mit „glimmeren Sand und Lettentrümmer“ durchsetzt war. Reine Braunkohle wurde im Schürfstollen B nicht angetroffen.
Hingegen fand er im Schürfstollen A „würkliche Braunkohle“ von 1 Fuß Mächtigkeit. ZINTGRAFF schreibt: Es „läßt uns keine Hoffnung die Schürfarbeit in dieser Gegend, zum Vortheil Eurer Hochfürstlichen Durchlaucht weiter fortsetzen zu können“.
Zintgraff erbrachte aber immerhin den ersten Nachweis von Braunkohle, wenn auch nicht in bauwürdigen Dimensionen.
Mit Kabinettsreskript beschloss die Großherzogliche Kammer im Jahre 1817, dieses Gebiet nebst angrenzender Bockuper und Conower Berge mittels Bohrungen weiter genauer untersuchen zu lassen. Zunächst wurden zwei Bohrungen, geleitet durch Bergrat Abich und Steiger Mengebier aus den Braunschweigischen Braunkohlengruben bei Helmstedt, am Elde-Ufer niedergebracht. Die eine Bohrung traf nicht auf Kohle. Die Zweite – angesetzt am südlichen Abhang des Elde-Ufers bei Bockup – erbohrte das Braunkohlenflöz in einer Teufe von 26 m mit einer Mächtigkeit von 1,10 m.

## Die bergbaulichen Gewinnungsarbeiten im Oberflöz

### Die Gewerkschaft „Friedrich Franz“, von 1817 bis 1838
Das Abteufen eines Schachtes hier am Bohrloch 2 leitete der Steiger und spätere Obersteiger und Gipsverwalter Adam Christian Mengebier persönlich, obwohl er noch hin und wieder zu bergbaulichen Arbeiten ins Braunschweigische zurückbeordert wurde. Doch, wie bereits zuvor angeführt, musste der Schacht infolge nicht beherrschbarer Wasserzuflüsse aufgegeben werden. Mengebier bohrte nun weiter zwischen Bockup und Malliß und traf dort überall das Oberflöz in Mächtigkeiten von 1 – 1,75 m bei Teufen von 3 – 35 m an.
Dem Verhältnis von Deckgebirgs- zur Lagerstättenmächtigkeit nach entschied er sich zum Abteufen zweier seigerer Schächte. Schacht I, Friedrichschacht genannt, erschloss in 28 Fuß Teufe ein ca. 1,5 m mächtiges Kohleflöz. Schacht II, Franzschacht genannt, erschloss die Braunkohle in 59 Fuß Teufe. Die Bergwerksanlage befand sich etwa 1000 Schritt südwestlich von Mallitz und ¼ Meile von der Elde entfernt. Sie erhielt den Namen „Friedrich-Franz-Zeche“. Bis zum Jahre 1830 war ein Streckennetz von 175 m Länge und 80 m flacher Höhe aufgefahren. Die größte, von Mengebier angegebene Mächtigkeit des Kohlenflözes betrug 7 Fuß. Beide Schächte, 100 m voneinander entfernt, waren zur Bewetterung der Grubenbaue durch eine einfallende Strecke verbunden. Der Grundwasserspiegel stand, den alten Aufzeichnungen nach, bei etwa 12 m unter Flur. Zur Hebung der Grubenwässer baute MENGEBIER eine Pumpenanlage, welche durch eine pferdekraftgezogene Roßkunst bewegt wurde. Dank MENGEBIERS bergbaulicher Erfahrungen und der Anstellung zweier ausgebildeter Bergleute namens GOEDECKE und MÜLLER gingen die Aufschlussarbeiten zügig voran. Die Braunkohle wurde im sog. Pfeilerbruchbau gewonnen. Der abzubauende Lagerstättenbereich wurde durch im Einfallen des Flözes vorgetriebene Grundstrecken ausgerichtet. Von diesen wurden seitlich, im Streichen der Lagerstätte aus angesetzte Abbaue in Bruchpfeiler („in Gestalt eines Damenbretts“, wie es MENGEBIER beschrieb) bis maximal 3 m × 3 m vorgerichtet. Alle Baue wurden in Türstockzimmerung mit Verschalung ausgebaut. Die Gewinnung der Kohle erfolgte per Hand mittels Keilhaue. Danach erfolgte das Rauben des Ausbaus, wodurch das Hangende hereinbrach und sich über Tage Bruchsenken bildeten.
Verkauft wurde damals nur die stückige Kohle, die sog. Klarkohle wurde auf Halde geschüttet. Einzige Abnehmer der stückigen Kohle sollen nur die Gefangenenhäuser in Dömitz, die Münze in Schwerin und die Hofküche in Doberan gewesen sein.

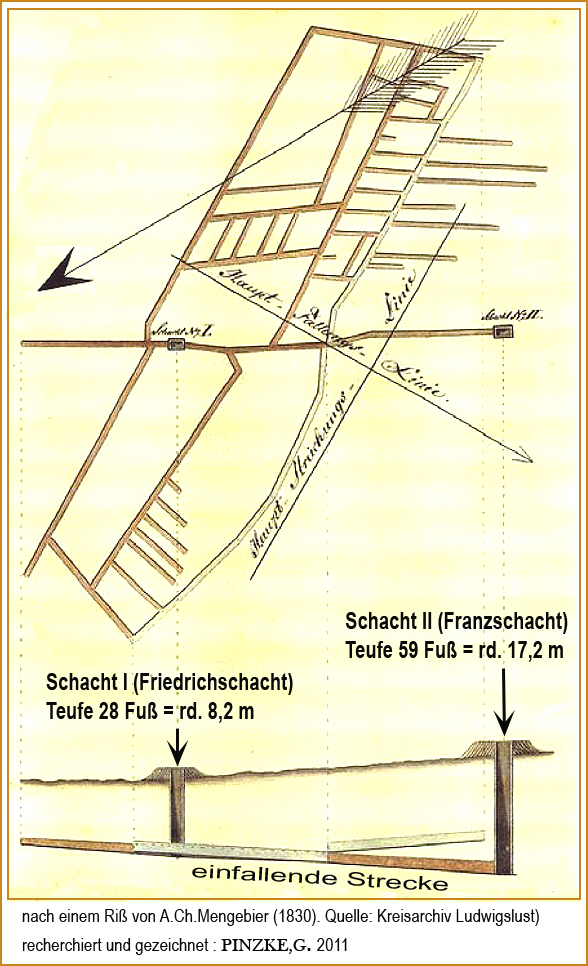
Lageplan Baufeld 1817–1838

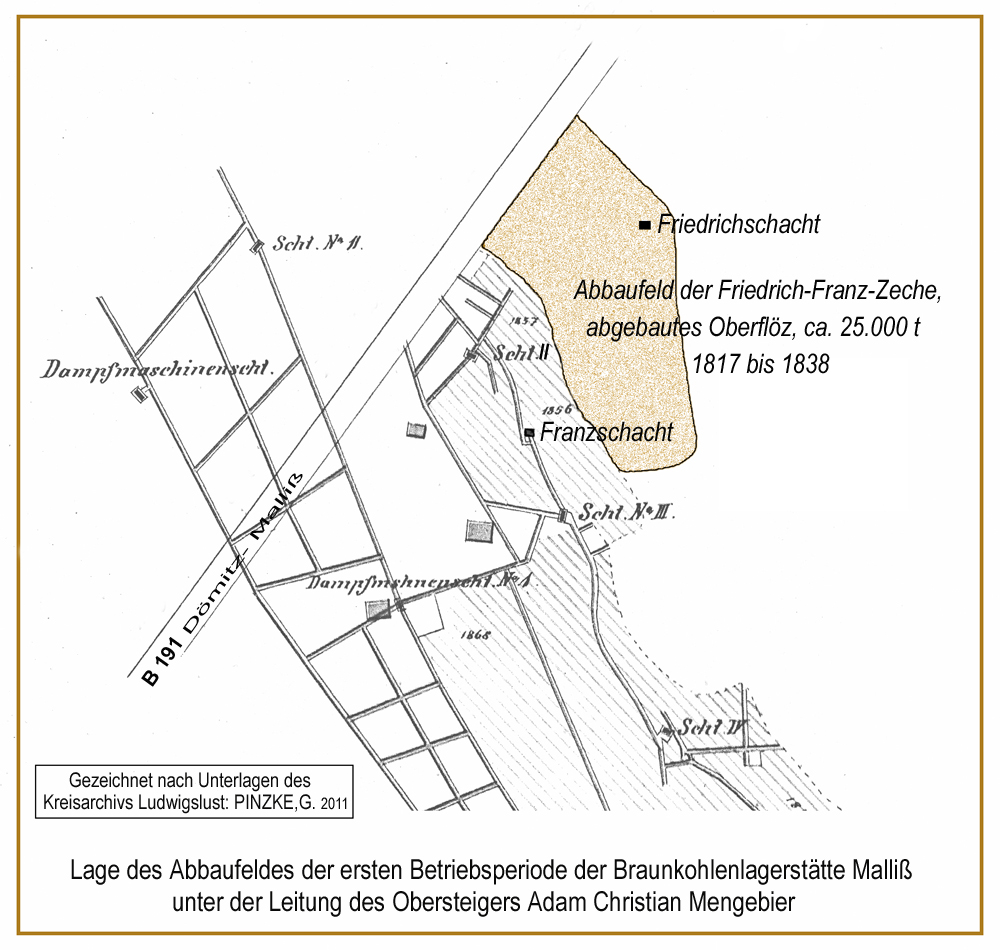
Abbaufeld der Friedrich-Franz-Zeche

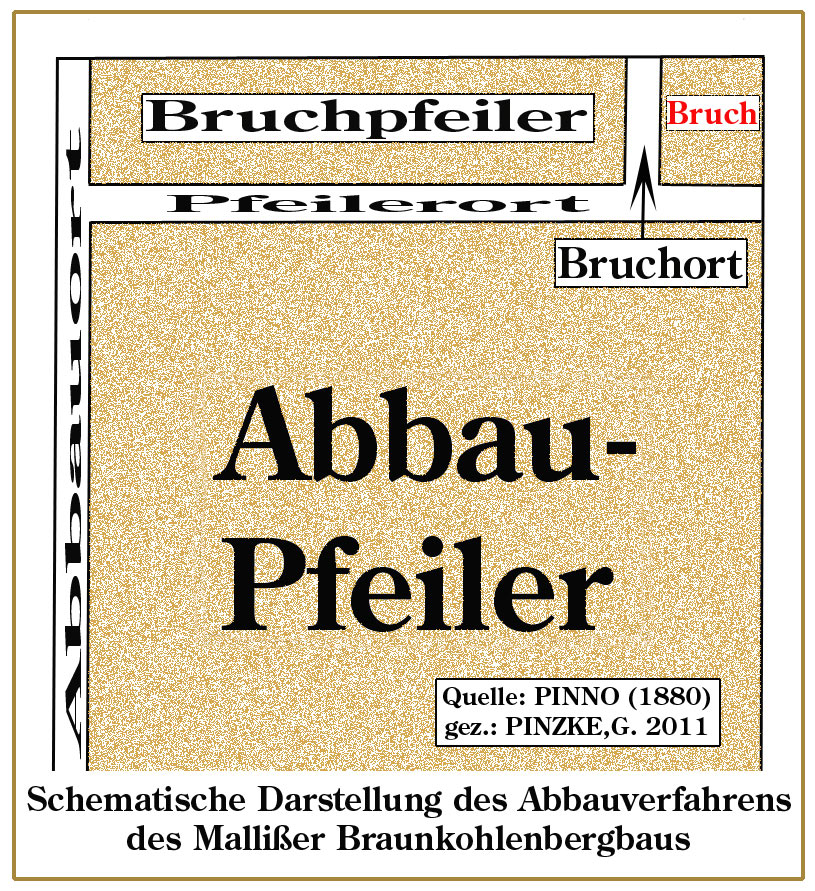
Abbauschema

Mit zunehmender Abbautiefe nahmen die Wasserschwierigkeiten immer mehr zu. Die Rentabilität der Bergwerksanlage war schon seit Beginn defizitär. So betrugen die Einnahmen 1820 500 Taler, hingegen die Ausgaben rd. 517 Taler. Allein Mengebiers Gehalt von Ostern bis Johannis 1821 steht mit 100 Talern zu Buche. Später betrug sein Jahresgehalt 400 Taler (gezahlt sogar bis 1840). Eine lückenlose Förderstatistik ist im Archivgut nicht zu finden, lediglich vereinzelte Angaben. So ist einem Bericht vom 22. März 1833 zu entnehmen, dass die monatliche Förderung 3000 Zentner betrug. Durch Aussieben erhielt man 1300 Zentner Stückkohle, der Rest war besagte Gruskohle, welche auf Halde geschüttet wurde. PINZKE (1981) schätzt die in dieser Zeit geförderte Braunkohle auf ca. 25.000 t.
Die Abbau- und Unterhaltungskosten zu Lasten der herzoglichen Kasse betrugen bis zur Einstellung des Bergbaus 1838 25.249 Taler (ohne Kosten für Holzmaterial); hingegen betrugen die Einnahmen durch den Verkauf der geförderten Braunkohle lediglich 1317 Taler. Aus Gründen dieser gravierenden Unrentabilität wurde 1838 der Grubenbetrieb stillgelegt.

### Die Aktiengesellschaft „Friedrich-Franz-Zeche“; später die Kommanditgesellschaft „Mecklenburgischer Bergbau-Verein“, von 1854 bis 1873
Der Kaufmann Johann Heinrich Marsmann aus Wismar, Besitzer der Mallißer Ziegelei, pachtete mit Pacht-Contract zwischen für den Kaufmann J. H. Marsmann zu Wismar wegen Wiederaufnahme des Braunkohlenbergwerks bei Malliß, Amte Eldena vom 11. März 1854 die alte Bergwerksanlage.
Im Vertrag – unterzeichnet vom HERZOG FRIEDRICH FRANZ persönlich und mit dem Landessiegel versehen – wurde u. a. im § 1 vereinbart, dass dem Pächter zur Errichtung einer neuen Bergwerksanlage über Tage eine Fläche von 500 Quadratruten und für die Gewinnung unter Tage ein Terrain „für die Ausbeutung und Zutageförderung“ von weiteren 8000 Quadratruten überlassen werden. Der Pachtzins wurde im § 10 des Pachtvertrages wie folgt vereinbart: „§ 10 : Die für den Bergbau pp. zu zahlende Jahrespacht beträgt Sechs Procent des Brutto-Ertrages von gewonnenen und zu Tage geförderten Braunkohlen und Kohlenklein jeder Qualität…“ Die Pacht galt für 30 Jahre, „mithin bis Johanni 1884….Kontrolle über den Bruttoertrag soll vorläufig dem zu beeidigenden Steiger Molze übertragen werden“. MARSMANN eröffnete auch in Bockup eine Ziegelei, die sein Sohn HEINRICH leitete.
Es erfolgte das Abteufen eines neuen Schachtes, etwa 50 m südöstlich der alten Schächte Friedrich und Franz, der das Oberflöz in 17 m Teufe mit 1,90 m Mächtigkeit erschloss. Bereits 1855 wurden die ersten Kohlen gefördert: Kohle der I. Qualität 50–55 t; Kohle der II. Qualität 45–50 t; Klare Kohle 40–45 t. Bereits nur zwei Jahre später, am 17. April 1856, bevollmächtigt MARSMANN seinen Sohn HEINRICH, den Pachtvertrag durch „Cession“ (Abtretung) umzufirmieren in den „Mecklenburgischen Bergbau-Verein“. Laut Instruktion für den Obersteiger Nolze zu Malliß vom 14. Juni 1856 wird NOLZE die „Verantwortung des Mecklenburgischen Bergbau Vereins und seines Vorstandes bei der Grube anvertraut, und hat er demgemäß dort die Interessen die Interessen der Gesellschaft nach allen Richtungen bestens wahrzunehmen“.
Der Pacht-Contract über das Braunkohlen-Bergwerk bei Mallitz, Amte Eldena, für die Actien-Gesellschaft, genannt Mecklenburgischer Bergbau-Verein datiert vom 7. Juni 1856 und trägt ebenfalls die Unterschrift und das Siegel des Herzogs. Das im Archivgut gefundene gedruckte Statut für den Mecklenburgischen Bergbau-Verein vom 31. Oktober 1855 ist den zuvor genannten Dokumenten zeitlich nicht widersprüchlich, denn im § 1 desselben heißt es: „Die unter dem Namen: Mecklenburgischer Bergbau-Verein, begründete Actien-Gesellschaft hat zum Zweck den Betrieb des Braunkohlen-Bergwerks bei Malliß in Gemäßheit des mit der hohen Großherzoglichen Kammer vorläufig vereinbarten und demnächst abzuschließenden Pachtcontracts“. Gegründet war die Gesellschaft auf 300 Aktien zu je 200 Talern.
Der Absatz von Braunkohle verlief recht unterschiedlich. Anfang 1859 wurde nichts verkauft, sodass sich der inzwischen zum Obersteiger aufgestiegene Nolze (stellenweise auch Noltze geschrieben) am 10. März 1859 entschied, die Förderung gänzlich einzustellen. Daraufhin zitierte die Großherzogliche Kammer, die um ihre finanziellen Erträge gemäß dem Pachtvertrag fürchtete, Nolze vor das Dömitzer Amt. Dort wurde er am 29. März vernommen. Laut vorhandenem Protokoll begründete er seine Entscheidung mit Mangel an Betriebskapital (u. a. offensichtlich zur Anschaffung besserer Siebe) und dem schlechten Absatz der Kohle. Der Grusanteil der geförderten Kohle war zu hoch. Die Kundschaft holte sich lieber die qualitativ bessere Braunkohle aus der nicht allzu weit entfernten Grube Gülitz. Außerdem befürchtete er auch, dass die Aufhaldung der Kohle zu einer Selbstentzündung führen könne. Diese Ansicht wurde später aus berufenem Munde bestätigt. Zur Beurteilung der Lage auf dem Bergwerk beeilte sich die Großherzogliche Kammer, den preußischen Berggeschworen Knauth zu gewinnen. Am 16. Juni 1859 fand die Bergwerksbesichtigung statt. Am 27. Juli sendete KNAUTH seinen Untersuchungsbericht an das Amt Dömitz. Leider konnte dieser bislang noch nicht in den Archiven gefunden werden. Hingegen ist belegt, dass KNAUTH, wie auch zuvor NOLZE, die Ansicht vertrat, dass ein weiteres Aufhalden die Gefahr einer Selbstentzündung der Kohlenvorräte in sich berge. Offensichtlich waren neben Absatzschwierigkeiten auch die Wasserzuflüsse in der Grube Schuld an der wirtschaftlichen Schieflage des Unternehmens.
Doch nur wenige Monate später ersuchten die Erbpächter des Schachtareals, die Vorstandsmitglieder G. Markurth und G.F.W. Sparkuhl aus Findenwirunshier bzw. Malliß die Großherzogliche Kammer um die Zuweisung eines neuen Areals in den Sülter Tannen von 25 Quadratruten, weil der neuangelegte Maschinen- und Förderungsschacht unbrauchbar geworden war und die sofortige Anlage eines neuen Schachtes erforderte. Diesem Antrag wurde auch mit der entsprechenden Weisung an die Forstbehörde stattgegeben.

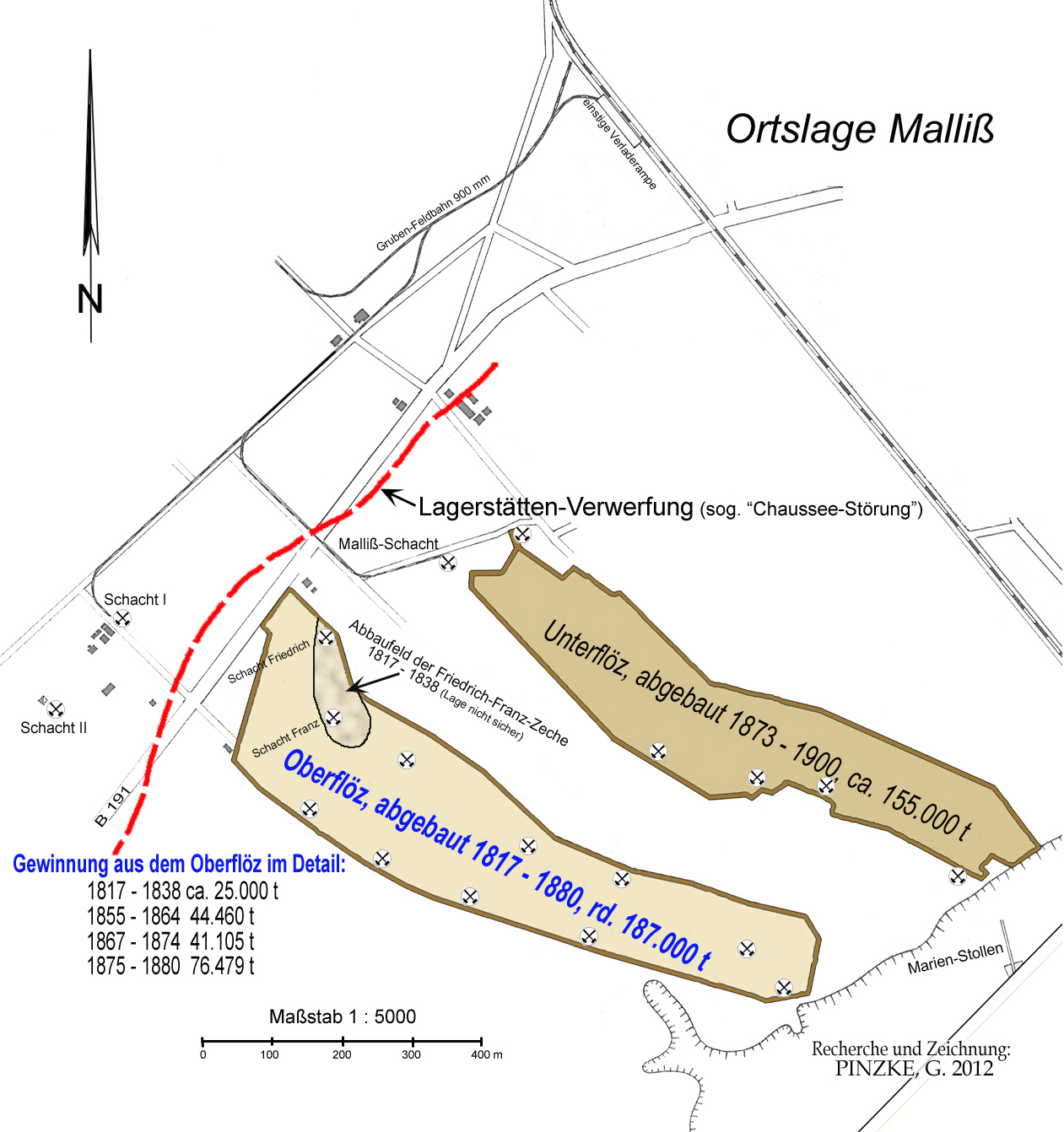
Übersichtskarte Braunkohlenabbau 1817–1926

Die Zeichnung rechts zeigt den von 1817 bis 1880 abgebauten Bereich des Oberflözes. Die Grubenbelegschaft bestand zu dieser Zeit aus einem Steiger und 25–30 Bergleuten, welche pro Tag ca. 150 to 7 Kohle der sogenannten 1. und 2. Qualität sowie Klar- oder Gruskohle förderten. Mittlerweile hatten sich auch die Betriebe und Haushalte der näheren und weiteren Umgebung auf den neuen Brennstoff mit ihren Kesselanlagen und Öfen eingestellt, sodass die Nachfrage nach Kohle stetig zunahm. 1865 erfolgte ein großer Wassereinbruch. Die Belegschaft musste fluchtartig die Grube verlassen. Erst zwei Jahre später begann wieder die Förderung von Kohle. Vermutlich führte dieses Ereignis dazu, dass sich der Vorstand gemäß dem Protokoll der Generalversammlung der Aktionäre am 3. März 1865 bemühte, den Berggeschworen Henne aus Osterwald „zur Übernahme einer stetigen Ueberwachung der Grube und des damit Zusammenhängenden“ zu gewinnen.
Die großen technischen und kaufmännischen Probleme der Aktiengesellschaft widerspiegelt das Protokoll dieser Generalversammlung. Darin ist nachzulesen, dass der Vorstand und Direktor REINHARD ROSE beauftragt wurde an die Großherzogliche Kammer heranzutreten um zu erwirken, „die contractliche  Abgabe von 6 % brutto der geförderten Kohlen so lange, wie eine Dividende nicht gezahlt wurde, ganz zu erlassen, demnächst aber diese Abgabe auf 3 % der verkauften Kohlen festzustellen“. Der Hauptgegenstand der Generalversammlung war aber „die Dringlichkeit schleuniger Maßregel nicht nur zur Verhinderung eines begründet zu befürchtenden ehebaldigen Stillstandes des ganzen Betriebes, sondern auch der damit verknüpften contractlichen Folgen… und die speciellen Vorlagen zur Herstellung des neuen Werkes nebst den respectiven Kostenanschlägen“.
Nachschüsse auf die Aktien von 20 % des Nominalwertes sollten zu einer Kapitalerhöhung von insges. 15.000 Talern führen. In der Folge übernahm die „Mallißer Gesellschaft Schön, Horschitz und Genossen“  zu Hamburg die Rechte an der Braunkohlengewinnung.

### Die „Mallißer Gewerkschaft Schön, Horschitz & Genossen“, 1873–1883
Am 26. Juli 1873 wurde im Auftrag der Großherzoglichen Kammer zwischen dem Großherzoglichen Amt zu Dömitz und der „Mallisser Gewerkschaft Schön, Horschitz & Genossen“ ein Vertrag zur Nutzung des Braunkohlenvorkommens Malliß abgeschlossen.
Sie erwarb neben dem Nutzungsrecht auch den Erbpachthof Malliß durch Kauf, „1875 endlich nach Rücknahme des Erbpachtcontrcts das Ganze incl. eines bedeutenden bisherigen Forstareals nach Ablösung des Canons zu freiem Eigenthum. Laufende Einnahmen fließen aus dem Werke nicht mehr zur herrschaftlichen Kasse. Die Kohle wird jetzt sofort an Ort und Stelle bei bedeutendem Ziegeleibetrieb verwandt, welche sein Material in reichen dortigen Thonlagern findet.“
Es ist zu vermuten, dass eine unsachgemäße Führung des Bergwerks der Anlass dafür war, dass die Großherzogliche Kammer 1880 den Oberbergrat Pinno zur Begutachtung des Werkes beauftragte. Sein Gutachten, datiert vom 31. Juli 1880 gibt einen detaillierten Einblick in die seinerzeitige Bergwerksführung (hier folgend die wichtigsten Auszüge):
„Technisches Gutachten über den Betrieb des Braunkohlenbergwerkes Malliß in Mecklenburg.“
"…Das Liegende der Braunkohlenmulde wird durch den Septarienthon gebildet, der in einem von Südost nach Nordwest streichenden Rücken zu Tage tritt, an welchen sich ganz conform die Braunkohlenmulde anlehnt, daran Ausgehendes bei den sogenannten Alaunbergen an den steilen, von den Thonrücken nach dem Eldethale abfallenden Kiesabhängen beobachtbar ist.
…Die Braunkohle selbst tritt in 2 Flötzen (Ober. Und Unterflöz) auf, die in Sand und Alaunerde eingelagert sind.
Das Oberflöz hat eine bauwürdige Mächtigkeit von 4 bis 5 Fuß, das Unterflöz von 12 Fuß.
…Gesamtabsatz im Jahre zu 200.000 hl beläuft, die im Durchschnitt zu 27,5 Pf. in hl verkauft werden.
Das Oberflöz ist durch Schächte aufgeschlossen, die eine Tiefe von höchstens 25 m haben. Die Schächte stehen in den hangenden Sanden und Alaunerden in Zimmerung an, die keinem Druck ausgesetzt ist. Der Abbau wird unmittelbar um die Schächte herumgeführt und werden mit geringen Kosten von Zeit zu Zeit um Schächte vorgeschlagen nur in frisches Abbaufeld von mäßiger Größe aufzuschließen.
Das Unterflöz dagegen ist durch den Marienstollen aufgeschlossen, aus dem die geringen Wasser, die hier und da im Liegenden oder beim Durchfahren von Gebirgsmitteln angetroffen werden, zur Abführung gelangen. Der Stolln wird gut in Zimmerung erhalten.
Die Vorrichtung des ausgerichteten Flözes findet in der beim Braunkohlenbergbau üblichen Weise statt. Das durch die Grundstrecken aufgeschlossene Flötz wird mit Diagonalen durchschnitten, aus denen streichende Strecken ausgelenkt werden. In den durch diese Strecken abgeschnittenen Streifen (Pfeilern) werden weitere steigende Strecken (Abbauörter) ausgeführt, aus den streichend Pfeilerörter ausgelenkt werden, die einen Bruchpfeiler abschneiden (Fig.2), der in 2 Abschnitten (Brüchen) zum Abbau gebracht wird. Zu letzterem Zwecke wird das Bruchort aufgefahren, aus dem die Theilung in die beiden Abschnitte (1.2.Figur 3) bewirkt wird.
In Malliß werden Bruchpfeiler von der Stärke zweier Brüche abgeschnitten (Fig.3), weil die Kohle mürbe und das Hangende rollig und leicht nachbrechend ist, so daß einfache Pfeiler wohl dem plötzlich entstehenden Drucke keinen Widerstand bieten würden.
Der Abbau findet nun in der Weise statt, daß die oben erwähnten klüftigen Abschnitte (Brüche) von 3 Feld (1 1/2 Lachter) Weite unter Nachführung von Zimmerung ausgebaut und demnächst zu Bruche geworfen werden. Das eingebaute Holz (im Unterflötz 6 – 8 Stempel) wird nach der Ausgewinnung der Kohle geraubt und das Hangende stürzt nach und füllt den leeren Raum. Bei der geringen Mächtigkeit des Deckgebirges zeigen sich die Einstürze bis zu Tage. Bei regelmäßiger Kohlengewinnung machen sich die unterirdischen Bruchreihen zu Tage durch unmittelbar neben einander liegende trichterförmige Einsenkungen bemerkbar. Je regelmäßiger die Trichter zu Tage liegen, desto reiner hat der Bergbau stattgefunden".
PINNO bemängelte, dass zwei Grubenbeamte (Steiger) keine Bergschulausbildung besaßen und dass das Grubenbild seit seiner Anlegung im Jahre 1856 nicht mehr nachgetragen worden war. Er schrieb weiterhin: „Schon jetzt halte ich die Anlegung eines neuen Grubenbildes und die regelmäßige Nachtragung desselben durch einen befähigten Beamten (Markscheider) für nothwendig. Ebenso halte ich die zeitweise Controlle der bestehenden Grubenbaue durch einen technischen Bergbeamten aus den eben angegebenen allgemeinen polizeilichen Gesichtspunkten für zweckmäßig.“
Daraufhin forderte das Schweriner Innenministerium das Dömitzer Amt auf, der Gewerkschaft das „…technische Gutachten…zur Kenntnis zu bringen und die Erklärung derselben über die in dem Gutachten bezeichneten Mängel des Betriebes zu veranlassen. Zugleich ist die Gewerkschaft aufzufordern, an die Großherzogliche Renterei hieselbst die von dieser vorschüssig bestrittenen Kosten der Zuziehung des Oberbergrathes Pinno im Betrage von 110 Mark 37 Pfg. an Reisekosten und von 150 Mark Honorar zu erstatten…“
Das gesichtete Archivgut enthält keine Hinweise darüber, mit welchen Mitteln und unter welchen Schwierigkeiten der Marien-Stollen sowie das zu diesem führende Elde-Kanalsystem angelegt worden ist. Belegt ist lediglich, dass dieser Stollen 1873 angehauen und 1874 gelegentlich eines Besuches der Großherzogin von Mecklenburg-Schwerin den Namen „Marien-Stollen“ erhielt.
Neben dem Aufschluss des Unterflözes baute die Gewerkschaft noch bis 1880 das Oberflöz ab. Das Oberflöz war im Bereich des Marienstollens nicht mehr vorhanden, da es bereits weiter südlich ausstreicht. Insgesamt wurden aus dieser Kohlenpartie seit 1817 ca. 187.000 t Kohle abgebaut. Hauptgrund der Einstellung dieser Gewinnungsarbeiten war die immer schwierigere Beherrschung der zusitzenden Grubenwässer.
In einem Schreiben der „Mallisser Gewerkschaft Schön, Horschitz und Genossen“ an das „Hohe Großherzogliche Finanz-Ministerium“, datiert vom 6. Januar 1883 heißt es: „Die Mallisser Gewerkschaft beabsichtigt in nächster Zeit an eine noch zu constitutionierende Actiengesellschaft einen nicht unbeträchtlichen Theil ihrer zu Malliss belegenen Ländereien zu verkaufen, nämlich das Braunkohlenbergwerk und die neue Ziegelei mit den adjucierenden Terrains“. Auch bleiben die Hintergründe zu dieser Bergwerksveräußerung und der folgenden Auflösung der Gewerkschaft bislang unbekannt.
Die Weiterführung der Braunkohlengewinnung im Mallißer Revier beginnt zwei Jahre später mit der „Mallisser Ziegelei- und Bergwerks-Gesellschaft“ und dem Abbau des Unterflözes.

## Die Beschaffenheit der Braunkohle
Eine brennstofftechnische Analyse der Braunkohle des Mallißer Oberflözes, wie sie heute üblich wäre, ist verständlicherweise nicht vorhanden.
Ganz allgemein kann man aber sagen, dass die Genese der Mallißer Kohle überwiegend auf üppige Laubholzwälder, vornehmlich Eichen, zurückzuführen ist. Als Laubholzkohle hat sie nicht genügend Bitumengehalt, um sie leicht zu brikettieren. Doch auch andere Holzarten, existent in Feuchtbereichen der früheren Urwälder, sind im Mallißer Revier nachgewiesen worden.
Ähnlich der Braunkohle des Unterflözes kann man im Nachherein der Kohle des Oberflözes einen unteren Heizwert von ca. 2.500 WE und einen oberen Heizwert von ca. 2.900 WE zuschreiben.
Mengebier beschrieb die Beschaffenheit der Kohle: Die Qualität der Kohle ist wie gewöhnlich, nach der Teufe besser als nach dem Höchsten zu, und zwar höchstwahrscheinlich aus dem Grunde, weil selbige dort mehr vom Wasser durchdrungen ist, und sich daher besser conservirt hat als hier... Übrigens wird ca. 1/3tel der Kohle in Stücken und 2/3tel derselben in klarem Zustande gewonnen, wovon, weil leider bis jetzt – wie schon gedacht – der Absatz sehr unbedeutend gewesen, bloß die erstere Art (die Stückkohle) Kaufmannsgut ist. Es könnte aber auch die letztere Art (die klare Kohle), wenn nämlich selbige mittels Zusatzes 1/3tels des in dasiger Gegent, namentlich in der Schlesiner Feldmark, ohnweit Woosmer, stehenden fettigen Torfs zu Soden (Steinen) geformt würde, welches sich, wie die vom Unterzeichnetem damit gemachten Versuche bewiesen, sehr gut bewerkstelligen läßt, mit Nutzen consurmirt werden.
Oberbergrat Pinno schrieb dazu in seinem Gutachten von 1880: "Das Oberflöz ist durch massenhaft vorkommendes bituminöses Holz ausgezeichnet, während das Unterflöz vorherrschend aus sandiger Braunkohle besteht, in der versteinertes Koniferenholz nicht selten auftritt. Schwefelkiesbeimengungen bilden eine unerwünschte Zugabe beider Flötze, namentlich des Unterflötzes. In ihrer  Beschaffenheit (Brennkraft) stehen beide Flötze wesentlich gegen die im Herzen der Provinz Sachsen verbreiteten zurück und könnten einen Vergleich mit der böhmischen Braunkohle nicht entfernt aushalten. Gleichwohl ist der Preis der Mallißer Kohlen ein hoher, weil Braunkohle im Mecklenburger Lande nur vereinzelt vorkommt …".

## Statistik
| Kohlensorte    | 1853–1854 | 1855   | 1856   | 1857   | 1858   | 1859   | 1860   | 1861   | 1862   | 1863   | 1864    | 1867   | 1868   | 1869   |
| -------------- | --------- | ------ | ------ | ------ | ------ | ------ | ------ | ------ | ------ | ------ | ------- | ------ | ------ | ------ |
| stückige Kohle | –         | 63.415 | 50.728 | 57.887 | 69.651 | 35.685 | 36.662 | 45.118 | 64.419 | 80.145 | 104.790 | 28.771 | 86.019 | 71.380 |
| grusige Kohle  | –         | 28.537 | 22.828 | 26.049 | 28.195 | 23.133 | 22.773 | 23.037 | 27.897 | 39.568 | 38.681  | 12.847 | 42.858 | 32.274 |
| Bergarbeiter   |           | 20     | 16     | 19     | 22     | 13     | 13     | 15     | 21     | 27     | 32      | 9      | 29     | 23     |

Die Einnahmen der Aktiengesellschaft aus dem Kohlenverkauf der Jahre 1855 bis 1864 betrugen insgesamt 30.807 Taler. Im gleichen Zeitraum wurden an die Großherzogliche Kasse gezahlt:
- Für Länderei-Pacht 140 Taler
- Für die „Procent-Abgabe“ auf den Kohlenverkauf 1901 Taler
- Armengeld, Contribution 8 etc. 164 Taler
Weitere Ausgaben der Jahre 1855 bis 1864 waren u. a.:
- Gehälter für Obersteiger und Kohlenmesser: 4704 Taler
- Erhaltung und Wartung der Maschinen: 3936 Taler
- Reisekosten für Obersteiger: 538 Taler
- Gebäude, Geräte, Wege und Schächte: 4204 Taler
- Verwaltungskosten des Vorstandes u. a.: 3802 Taler
- Schichtlöhne der Bergleute: 19.721 Taler
- Ankauf und Chaussee: 20.200 Taler
- Bohrungen: 3795 Taler
- Wasserschacht und Maschine: 11.144 Taler
1865-1866: Wassereinbruch, keine Förderung, Einbau größerer Pumpen.
| Kohlensorte | 1870 (To)   | 1871 (To)              | 1872 (hl)              | 1873 (Zentner)                                                                   | 1874 (kg)                                                            | 1875 (kg)                                                                                   | 1876 (kg)                                                                                   | 1877 (Zentner)                                                                               | 1878 (Zentner)                                                                               | 1879 (Zentner)                                                                              | 1880 (Zentner)                                                                              |
| ----------- | ----------- | ---------------------- | ---------------------- | -------------------------------------------------------------------------------- | -------------------------------------------------------------------- | ------------------------------------------------------------------------------------------- | ------------------------------------------------------------------------------------------- | -------------------------------------------------------------------------------------------- | -------------------------------------------------------------------------------------------- | ------------------------------------------------------------------------------------------- | ------------------------------------------------------------------------------------------- |
| Sorte I     | 11.023      | 9.079                  | 16.838                 | 18.930,00                                                                        | 105.295,20                                                           | 139.686,00                                                                                  | 200.419,80                                                                                  | 289.000                                                                                      | 389.680                                                                                      | 192.600                                                                                     | 178.500                                                                                     |
| Sorte II    | 21.370      | 15.650                 | 41.648                 | 61.107,60                                                                        | 105.295,20                                                           | 139.686,00                                                                                  | 200.419,80                                                                                  | 289.000                                                                                      | 389.680                                                                                      | 192.600                                                                                     | 178.500                                                                                     |
| Sorte III   | 2.342       | 2.900                  | 9.258                  | 1.512,00                                                                         | 105.295,20                                                           | 139.686,00                                                                                  | 200.419,80                                                                                  | 289.000                                                                                      | 389.680                                                                                      | 192.600                                                                                     | 178.500                                                                                     |
| Sorte IV    | –           | –                      | –                      | 11.800,80                                                                        | 105.295,20                                                           | 139.686,00                                                                                  | 200.419,80                                                                                  | 289.000                                                                                      | 389.680                                                                                      | 192.600                                                                                     | 178.500                                                                                     |
| Grus        | –           | 18.362                 | 29.832                 | 58.377,60                                                                        | 105.295,20                                                           | 139.686,00                                                                                  | 200.419,80                                                                                  | 289.000                                                                                      | 389.680                                                                                      | 192.600                                                                                     | 178.500                                                                                     |
| Belegschaft | 28 Arbeiter | 1 Steiger, 25 Arbeiter | 1 Steiger, 30 Arbeiter | 22 Köpfe unter Tage, 16 Köpfe über Tage, von diesen 38 Köpfen ernährte Köpfe: 52 | unter Tage 24, über Tage 16, von diesen 40 Köpfen ernährte Köpfe: 59 | unter Tage 28, über Tage 14; gesamt 42 Arbeiter (von den Arbeitern ernährte Angehörige: 68) | unter Tage 34, über Tage 10; gesamt 44 Arbeiter (von den Arbeitern ernährte Angehörige: 76) | unter Tage 30, über Tage 10; gesamt 40 Arbeiter (von den Arbeitern ernährte Angehörige: 104) | unter Tage 20, über Tage 10; gesamt 30 Arbeiter (von den Arbeitern ernährte Angehörige: 109) | unter Tage 23, über Tage 10; gesamt 33 Arbeiter (von den Arbeitern ernährte Angehörige: 90) | unter Tage 24, über Tage 12; gesamt 36 Arbeiter (von den Arbeitern ernährte Angehörige: 95) |

Die weiteren Angaben aus: „Vordruck Montanstatistik I, Produktion der Bergwerke“, welche dem „Großherzoglichen Mecklenburgschen Statistischem Bureau“ zu melden waren. Die dortigen Beamten taten sich seinerzeit schwer (wie auch heute noch der Autor dieses Beitrages) mit den vom Bergwerk angegebenen Maßeinheiten zur Fördermenge. Viele Rückfragen des „Statistischen Bureaus“ enthält das Archivgut, wie z. B.: sind die Kohlenmengen nun in Hektoliter, Zentnern, Kilogramm, oder in 100 Kilogramm, oder in Tonnen welcher Größe angegeben?
Aus dieser Quelle, datiert vom 17. September 1873, stammen auch folgende Angaben:
Abgebaute Fläche: 1869: 4.140 Quadratlachter, 1870: 4.380 Quadratlachter, 1871: 4.530 Quadratlachter, 1872: 4.880 Quadratlachter.
Geliefert wurde, den statistischen Aufzeichnungen nach, die geförderte Kohle zu:
2 Zehntel nach Ludwigslust, 3 Zehntel nach Grabow, 4 Zehntel an Ziegeleien in der nächsten Umgebung und 1 Zehntel nach Dömitz.

## Erläuterung der Maßeinheiten
- 1 meckl. Fuß = 0,291 m
- 1 Lachter = 6 Fuß + 8 Zoll = 1,938 m
- 1 Bergscheffel = 150 Pfund
- 1 meckl. Quadratrute = 21,54 m²
- 1 to = 145 kg. Hingegen 1 Tonne (To) = 4 Scheffel = 135,6 l
- "hl" bedeutet Hektoliter. 1 hl = 75 kg